# 共产党 (意大利)
共产党（義大利語：Partito Comunista，缩写为PC）是意大利的一个共产主义政党。该党成立于2009年7月3日，分裂自意大利共产党人党，当时取名为共产党人—人民左翼。2010年11月，该党举行第一次代表大会。2012年1月21日，该党更名为共产党人—人民左翼—共产党。2014年1月17日，该党改用现名。自该党成立以来，马尔科·里佐（前欧洲议会议员）一直担任党的书记，他在建党之前已被意大利共产党人党开除。2020年，该党约有5000名成员。

## 外部連結
- 官方网站（页面存档备份，存于）